# 八大電視
八大電視股份有限公司（英語：Gala Television Corporation），簡稱八大、GTV，成立於1997年6月13日，2014年至今由台塑永在投資公司持有，主要是經營「八大第一台」、「八大綜合台」、「八大戲劇台」、「八大娛樂台」以及「八大優頻道」共五個頻道與影音節目製作等相關業務，除家族頻道經營，同時進行了媒體廣告代理業務，包括MOMO親子台。是臺灣著名有線電視頻道經營業者之一。

## 大事紀
- 八大電視前身為楊登魁經營的「巨登育樂股份有限公司」（Golden Entertainment Co., Ltd.），以發行錄影秀起家。1992年，緯來企業與巨登育樂合資成立飛梭衛星電視台，經營「飛梭國片台」、「飛梭洋片台」、「飛梭綜藝台」、「拉斯維加頻道」等頻道。在飛梭衛星電視台時期，巨登育樂曾設立「唱片部」發行唱片與伴唱帶，旗下歌手包括從三立影視挖角來的王壹珊。
- 1997年6月13日，經濟部核准八大國際傳播股份有限公司設立登記，楊登魁任總裁。八大國際傳播經營「GTV27」與「GTV28」兩個有線電視頻道，此即「八大綜藝台」與「八大綜合台」前身（到1998年10月14日正式定頻完成）。
- 1997年，八大國際傳播總裁楊登魁因涉及拉斯維加頻道簽賭案避居海外，立法委員許舒博買下八大國際傳播30%股權並出任董事長。1999年，楊登魁重掌八大國際傳播，楊登魁之子楊宗憲掛名八大國際傳播董事長。
- 1999年8月3日，行政院新聞局核發《衛星廣播電視事業執照》給八大國際傳播。
- 2000年1月15日，臺灣第一個戲劇專業頻道「八大劇TV」成立，此為「八大戲劇台」前身。
- 2001年7月10日，經濟部核准八大國際傳播變更名稱為「八大電視股份有限公司」。
- 2002年初，許舒博退出八大電視經營，持有的八大電視22%股權賣給台灣塑膠工業公司。
- 2002年4月24日，八大綜藝台全面改版並更名為「八大第一台」（當時頻道標記為「GTV第1台」）。
- 2002年5月6日，八大電視成立「新聞部」，以「八大新聞」（GTV News）為統一品牌，製播新聞及新聞性節目。
- 2006年6月1日，八大電視總部正式喬遷至臺北市內湖區瑞光路455號、457號，數位化作業全面展開。
- 2006年11月1日，國家通訊傳播委員會通過「太陽衛星電視股份有限公司」（太陽衛視；Sun TV）申請變更公司名稱、頻道名稱案，太陽衛視併入八大家族、並更名為「八大娛樂K台」（現稱八大娛樂台）。
- 2006年12月4日，臺灣第一個韓國專業頻道「八大娛樂K台」正式開播，八大電視與臺灣彩券簽約取得公益彩券開獎實況轉播權。
- 2008年8月5日，八大電視取消股票上市（股票代號8311）。
- 2008年10月1日，八大電視成立「廣告部」，整合集團資源及擴展業務，以提昇營運績效及競爭力。
- 2008年12月18日，韓國私募基金安博凱（朝鲜语：MBK파트너스）（MBK）以購買股份的方式取得八大電視100%股權，行政院公平交易委員會委員會議決議：為促進臺灣IPTV等其他平台業者取得頻道節目，以利於有線電視市場引進外部競爭，因此不禁止MBK和八大電視結合。
- 2008年12月31日，八大電視引進外資，正式完成股票交割手續，調整股東結構，由外資代表龔國權出任董事長，楊登魁任榮譽主席，林柏川續任總經理，將致力整合兩岸三地、日、韓節目平台，開創國際視野，擴大與亞洲娛樂事業合作規模。
- 2009年前，台塑、南亞、台化、台塑化出脫八大電視持股，獲利近新台幣8億元之後，退出經營權。
- 2011年2月15日，殷拓集團（EQT Partners）旗下殷拓大中華基金Ⅱ與八大電視總經理林柏川全面收購八大電視百分百股份，取得經營權[1][2][3][4][5][6]，將全力衝刺兩岸三地的媒體整合。
- 2013年，高點綜合台廣告委託八大電視代理，節目製作與八大電視策略聯盟；2020年結束合作。
- 2014年，殷拓出售八大電視股權，台塑已故創辦人王永在的三個兒子王文淵、王文潮、王文堯成立「永在投資公司」斥資約新台幣30億元買下八大電視100%股權，由王文潮擔任董事長，林柏川續任總經理[7]。
- 2014年10月27日，八大第一台的高畫質版本「八大第一台HD」啟播。
- 2015年1月20日14時，八大電視第五個家族頻道「八大HD戲劇台」於中華電信MOD第143頻道啟播，代言人為偶像團體SpeXial和A'N'D。
- 2015年9月14日，八大綜合台及八大戲劇台的高畫質版本「八大綜合台HD」、「八大戲劇台HD」啟播。
- 2016年10月1日，八大HD戲劇台停播。
- 2017年10月，八大娛樂台的高畫質版本「八大娛樂台HD」啟播。
- 2019年8月1日，八大電視重回中華電信MOD，第五個家族頻道「八大優頻道」於第321頻道開播。
- 2020年2月10日，八大電視於四季線上4gTV新增「八大精彩台」於第130頻道開播。

| LOGO | 備註          |
| ---- | ------------- |
|      | 巨登育樂商標  |
|      | 2006-2018商標 |

## 旗下頻道
- 八大第一台
- 八大綜合台
- 八大戲劇台
- 八大娛樂台
- 八大優頻道（中華電信MOD專屬頻道）
- 八大綜藝台 ( 網路播出 )
- 八大精彩台 ( 網路播出 )

## 戲劇節目

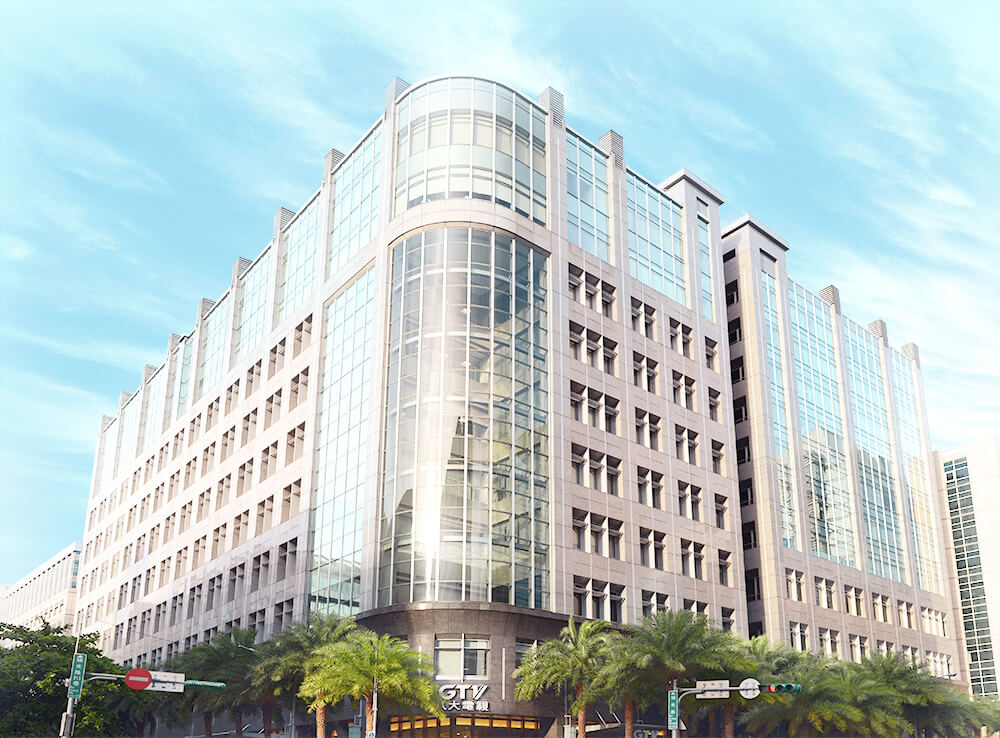
八大電視內湖瑞光路總部大樓

八大戲劇節目主要分為自製的偶像劇、收購版權及合拍的戲劇、八大海外自製拍攝的第一媒體戲劇（此條目不列舉該公司播出的日劇及中國大陸劇集）。

## 外部連結
- 八大電視官方網站（页面存档备份，存于）
  - 八大電視的Plurk專頁
  - GTV八大電視的Facebook專頁
  - 八大電視的Instagram帳戶
  - YouTube上的GTV八大電視頻道
- 八大第一台官方網站 （页面存档备份，存于）
- 八大綜合台官方網站 （页面存档备份，存于）
- 八大戲劇台官方網站 （页面存档备份，存于）
- 八大娛樂台官方網站 （页面存档备份，存于）
- 八大優頻道官方網站 （页面存档备份，存于）